# Werner Schumacher (Fußballtrainer)

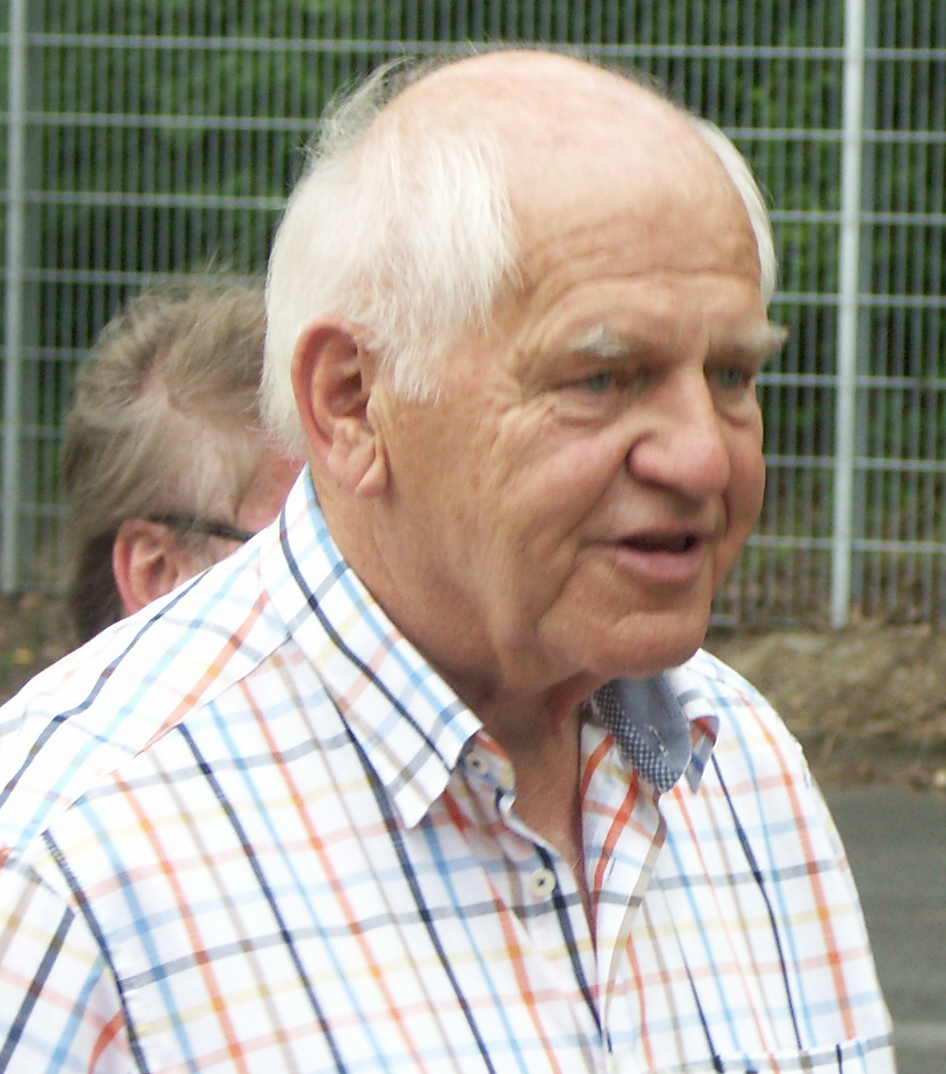
Werner Schumacher (2011)

Werner „Mollo“ Schumacher (* 10. Oktober 1935 in Langenei-Kickenbach; † 12. Februar 2013 in Attendorn) war ein deutscher Fußballtrainer, der im Verlauf seiner Karriere unter anderem Rot-Weiß Lüdenscheid in der Saison 1979/80 in der 2. Bundesliga sowie den VfL Klafeld-Geisweid 08 zu Beginn der Spielzeit 1971/72 in der damals zweitklassigen Regionalliga West betreute.

## Karriere
Als aktiver Fußballer wurde Schumacher mit TuRa Altenhundem erster Nachkriegs-Kreismeister in Olpe.
Im Jahr 1960 begann Schumacher, der als Diplom-Sportlehrer am Städtischen Gymnasium Olpe arbeitete, schließlich seine Trainerkarriere.
Seine größten Erfolge waren der Gewinn der Vize-Westfalenmeisterschaft und der Aufstieg in die damals zweithöchste deutsche Spielklasse, die Regionalliga, mit dem VfL Klafeld-Geisweid 08 im Sommer 1971. Den Klub betreute er in der Regionalliga-Spielzeit 1971/72 bis zu seiner Entlassung am 18. November 1971. Mit Rot-Weiß Lüdenscheid kehrte Schumacher zur Saison 1979/80 noch einmal als Trainer eines Zweitligisten zurück. Im Jahr zuvor hatte er den bis in die Landesliga Westfalen abgestürzten VfL Klafeld zurück in die Verbandsliga Westfalen geführt. Die längste Zeit verbrachte Schumacher beim SV Ottfingen, dem er in zwei Amtszeiten insgesamt über 13 Jahre die Treue hielt. Bei den Ottfingern, die er bis in die Verbandsliga Westfalen führte, erlebte „Mollo“ Schumacher am 6. August 1988 mit dem Spiel der ersten DFB-Pokalrunde gegen den damaligen Bundesliga-Tabellenführer VfB Stuttgart vor 15.000 Zuschauern im Siegener Leimbachstadion einen weiteren Höhepunkt seiner Karriere.
Des Weiteren feierte er Aufstiege in die Landesliga Westfalen mit dem FSV Gerlingen und SuS Niederschelden/Gosenbach sowie Aufstiege in die Verbandsliga Westfalen mit dem VfB Altena und FSV Werdohl. Weitere Stationen waren die Sportfreunde Siegen von 1993 bis 1994 und der VSV Wenden, bei dem er im Jahr 2008 seine Karriere beendete.
Schumacher starb am 12. Februar 2013 in einem Attendorner Krankenhaus nach einem kurzen, schweren Krebsleiden.